# Жіноча збірна Південної Кореї з хокею із шайбою
Жіноча збірна Південної Кореї з хокею із шайбою — національна жіноча команда Південної Кореї, що представляє країну на міжнародних змаганнях з хокею із шайбою. Командою опікується Федерація хокею Південної Кореї. У Південній Кореї налічується 177 жінок-хокеїсток у 2014 році.

## Результати

### Виступи на чемпіонатах світу
- 2004 – 6 місце (Дивізіон III)
- 2005 – 1 місце (Дивізіон IV)
- 2007 – 5 місце (Дивізіон III)
- 2008 – 6 місце (Дивізіон III)
- 2009 – турнір не відбувся
- 2011 – 2 місце (Дивізіон IV)
- 2012 – 3 місце (Дивізіон ІІВ)
- 2013 – 1 місце (Дивізіон ІІВ)
- 2014 – 3 місце (Дивізіон ІІА)
- 2015 – 3 місце (Дивізіон ІІ, Група А)
- 2016 – 2 місце (Дивізіон ІІ, Група А)
- 2017 – 1 місце (Дивізіон ІІА)
- 2018 – 2 місце (Дивізіон ІВ)
- 2019 – 2 місце (Дивізіон ІВ)
- 2022 – 5 місце (Дивізіон ІВ)
- 2023 – 1 місце (Дивізіон ІВ)
- 2024 – 6 місце (Дивізіон ІА)
- 2025 – 5 місце (Дивізіон ІВ)

### Виступи на Олімпійських іграх
Жодного разу не брали участь у Олімпійському хокейному турнірі.

### Виступи на Зимових азійських Іграх
- 1999 – 4 місце
- 2007 – 5 місце
- 2011 – 5 місце

### Азійський Кубок Виклику
- 2011 – 3 місце [2]
- 2012 – 4 місце
- 2014 – 3 місце